# Мост (фильм, 1956)
«Мост» — советский художественный фильм 1956 года. Один из первых художественных фильмов Литовской киностудии, и первый поставленный по оригинальному литовскому сценарию.

## Сюжет
Советская Литва, 1941 год. Молодой инженер Альгирдас Араминас заканчивает строительство нового моста, он увлечён работой и горд своей первой большой профессиональной удачей. Но начинается война, и как раз в день когда должно было состояться открытие моста — мост разрушен немецкими бомбами. Латвию оккупируют фашисты. Младший брат героя Ромуальдас, по-своему понимая патриотизм, идёт служить фашистам. Альгирдас спорит с братом, но считая сопротивление бесполезным становиться подавлен, опускается, начинает пить. Однако, когда немцы начали восстанавливать мост, он соглашается работать. Но он же и взрывает мост, понимая, что по его детищу фашисты угонят в Германию его же соотечественников. Приговорённого к расстрелу Альгирдаса спасают партизаны, и он вместе с ними уходит в отряд, чтобы бороться с фашистами.

## В ролях
- Балис Браткаускас — Альгирдас Араминас
- Кестусис Генис — Ромуальдас Араминас
- Алдона Йодкайте — Рута
- Наполеонас Бернотас — Стрюпас, начальник полиции
- Йонас Каваляускас — Тумас
- Владас Юркунас — Статкус
- Галина Яцкевичюте — жена Статкуса
- Ирена Леонавичюте-Браткаускене — Гедре

В эпизодах Арнас Росенас, Пятрас Зулонас, Антанас Жякас и другие.
На русский язык фильм дублирован Киностудией им. М. Горького.
Роли дублировали: Аркадий Толбузин, Виктор Лещинский, Клавдия Козлёнкова, Сергей Курилов, Степан Бубнов, Алёна Егорова Зоя Толбузина.

## Критика
В этом фильме впервые была затронута очень важная для литовского кино тема идейного расхождения двух близких людей, двух братьев, оказавшихся по разные стороны исторической баррикады, тема человека, преодолевающего мучительные противоречия в сложное для его родины время.— киновед Л.Ф. Закржевская
Журнал «Искусство кино», отметив хорошую игру артиста В. Браткаускаса, который «исполняет роль искренне и убедительно», оценил сценарий как слабый: путь героя в фильме показан иллюстративно, эпизодами, хоть и наглядно иллюстрирующих то или иное психологическое состояние героя, но без психологических переходов по которым можно было бы проследить и понять, каким образом произошёл перелом в его характере — большие драматические возможности, заложенные в истории героя, не получили яркого воплощения в картине.

Созданный с самыми благими намерениями, фильм дает «облегченный» вариант истории. Кажется, что авторы фильма избегают касаться страшных сторон войны и оккупации. Смерть, этот неразлучный и страшный спутник войны и фашизма, словно обходит героев, все они словно заговорены добрым волшебником-автором. Пули пролетают мимо них, поражая лишь врагов. Если бы победу можно было завоевать без жертв и крови! В одном из эпизодов фильма Альгирдас, ставший уже партизаном, отправляется с группой товарищей на операцию и успокаивает Гедре: «Ничего с нами не случится. Разве что проголодаемся». Давно известно, что в каждой шутке есть доля правды. В бодрой шуточке заключена не только «доля правды», а полностью раскрыта (хоть и непреднамеренно) авторская концепция событий. И уж если говорить серьёзно, — даже в то, что герои могут проголодаться, мы не очень верим.— Искусство кино, 1958 год
Прямолинейность и схематичность сценария отмечалась и другими критиками.

Канун войны и оккупация лишь активный фон действия, выявляющий не только социальные противоречия, но и нравственное столкновение между двумя братьями, оказавшимися по разные стороны баррикад. С фильмом «Мост» на экране появился литовский интеллигент, перед которым ещё острее возник вопрос идеологического самоопределения: с кем идти? Сценарист Й. Довидайтис и режиссёр Б. Шрейбер исследуют в картине тему патриотизма как нравственной категории, стремятся осудить аморальную сущность национального шовинизма…. Впервые в литовском кино прозвучала тема братоубийственной вражды, со столь жестокой правдивостью раскрытая затем в картинах В. Жалакявичюса и Р. Вабаласа в 60-е годы. Вместе с тем «Мост» грешит прямолинейностью характеров и упрощенностью конфликтов, любованием внешними, этнографическими признаками национального колорита.— Кино Советской Литвы, 1980 год